# Liga Suíça de Basquetebol
A Liga Suíça de Basquetebol, oficialmente Swiss Basketball League (SBL), é a competição mais importante do basquetebol masculino na Suíça. É disputada desde 1933 e o Fribourg Olympic é a equipe de maior êxito com dezessete conquistas. O torneio é disputado sob as normas internacionais da Federação Internacional de Basquetebol e organizado pela Fédération Suisse de Basketball. 

## Formato de Competição
O torneio é disputado por onze equipes que enfrentam-se em turno e returno totalizando 20 jogos. Ao término da Fase Preliminar, as seis equipes melhor classificadas disputam a Fase Intermediária, totalizando cinco jogos por equipe e o mando de campo sendo definido pela classificação na Fase Preliminar e ao término da Fase Intermediária estas seis equipes, todas classificadas para os Playoffs definem suas posições nos cruzamento Ao mesmo tempo na Fase Intermediária, classificados entre 7º e o 11º disputam duas vagas nos Playoffs.
As disputas dos Playoffs ocorrem com cruzamento entre 1º e 8º, 4º e 5º, 2º e 7º e 3º e 6º em melhor de cinco jogos, semifinais idem e na final a disputa ocorre em melhor de sete jogos.  

## Clubes Participantes
| Clube                        | Cidade    | Arena                          | Capacidade |
| ---------------------------- | --------- | ------------------------------ | ---------- |
| BBC Monthey-Chablais         | Monthey   | Reposieux                      | 600        |
| BBC Nyon                     | Nyon      | Centre Sportif Rocher          | 900        |
| Fribourg Olympic             | Friburgo  | Halle Saint Léonard            | 3 000      |
| Lions de Genève              | Genebra   | Salle polyvalente Pommier      | 2 800      |
| Lugano Tigers                | Lugano    | Istituto Elvetico              |            |
| Pully Lausanne Foxes         | Lausana   | Salle Omnisport Arnold Reymond | 1 500      |
| Spinelli Massagno            | Massagno  | Palamondo de Cadempino         |            |
| Starwings Basket Regio Basel | Basileia  | Sporthalle Birsfelden          | 2 000      |
| Union Neuchâtel              | Neuchâtel | La Riveraine                   | 2 500      |
| Fonte:                       |           |                                |            |

## Detentores de títulos
| - 1932-33 Uni Bern - 1933-34 Servette - 1934-35 Servette - 1935-36 Servette - 1936-37 Servette - 1937-38 Urania Genève Sport - 1938-39 Urania Genève Sport - 1939–41 Não disputado - 1941–42 Urania Genève Sport - 1942–43 Urania Genève Sport - 1943–44 Urania Genève Sport - 1944–45 Urania Genève Sport - 1945–46 Genève - 1946–47 Urania Genève Sport - 1947–48 Urania Genève Sport - 1948–49 Urania Genève Sport - 1949–50 Urania Genève Sport - 1950–51 Stade Français - 1951–52 Sanas Merry Boys - 1952–53 Jonction - 1953–54 Jonction - 1954–55 Jonction - 1955–56 Jonction | - 1956–57 Jonction - 1957–58 Jonction - 1958–59 Urania Genève Sport - 1959–60 Urania Genève Sport - 1960–61 Stade Français - 1961–62 Stade Français - 1962–63 Stade Français - 1963–64 Sanas Merry Boys - 1964–65 Urania Genève Sport - 1965–66 Urania Genève Sport - 1966–67 Fribourg Olympic - 1967–68 Urania Genève Sport - 1968–69 Stade Français - 1969–70 Stade Français - 1970–71 Stade Français - 1971–72 Fribourg Olympic - 1972–73 Stade Français - 1973–74 Fribourg Olympic - 1974–75 Federale - 1975–76 Federale - 1976–77 Federale - 1977–78 Fribourg Olympic - 1978–79 Fribourg Olympic | - 1979–80 Viganello - 1980–81 Fribourg Olympic - 1981–82 Fribourg Olympic - 1982–83 Nyon - 1983–84 Vevey - 1984–85 Fribourg Olympic - 1985–86 Pully - 1986–87 Pully - 1987–88 Champel Genève - 1988–89 Pully - 1989–90 Pully - 1990–91 Vevey - 1991–92 Fribourg Olympic - 1992–93 Fidefinanz Bellinzona - 1993–94 Fidefinanz Bellinzona - 1994–95 Fidefinanz Bellinzona - 1995–96 Monthey - 1996–97 Fribourg Olympic - 1997–98 Fribourg Olympic - 1998–99 Fribourg Olympic - 1999–00 Lugano Tigers - 2000–01 Lugano Tigers | - 2001–02 Lugano Tigers - 2002–03 Boncourt - 2003–04 Boncourt - 2004–05 Monthey - 2005–06 Lugano Tigers - 2006–07 Fribourg Olympic - 2007–08 Fribourg Olympic - 2008–09 Vacallo - 2009–10 Lugano Tigers - 2010–11 Lugano Tigers - 2011–12 Lugano Tigers - 2012–13 Lions de Genève - 2013–14 Lugano Tigers - 2014–15 Lions de Genève - 2015–16 Fribourg Olympic - 2016-17 Monthey - 2017–18 Fribourg Olympic - 2018-19 Fribourg Olympic - 2019-20 cancelado - 2020-21 Fribourg Olympic - 2021-22 Fribourg Olympic - 2022-23 Fribourg Olympic - 2023-24 Fribourg Olympic - 2024-25 Lions de Genève |

## Finais comPlayoffs
| Temporada | Campeão                                                  | Série                                                    | Finalista                                                | 1º Colocado na Temporada Regular | Campanha primeiro colocado |
| --------- | -------------------------------------------------------- | -------------------------------------------------------- | -------------------------------------------------------- | -------------------------------- | -------------------------- |
| 2015-16   | Fribourg Olympic                                         | 4 - 2                                                    | Union Neuchâtel                                          | Fribourg Olympic                 | 21–6                       |
| 2016-17   | BBC Monthey-Chablais                                     | 4–2                                                      | Lions de Genève                                          | Fribourg Olympic                 | 21-4                       |
| 2017-18   | Fribourg Olympic                                         | 4 - 1                                                    | Lions de Genève                                          | Fribourg Olympic                 | 20-2                       |
| 2018-19   | Fribourg Olympic                                         | 3 - 0                                                    | Lions de Genève                                          | Fribourg Olympic                 | 21-4                       |
| 2019-20   | Competição interrompida e anulada em virtude do Covid-19 | Competição interrompida e anulada em virtude do Covid-19 | Competição interrompida e anulada em virtude do Covid-19 | Fribourg Olympic                 | 19-1                       |
| 2020-21   | Fribourg Olympic                                         | 3 - 0                                                    | Starwings Basel                                          | Lions de Genève                  | 21-3                       |
| 2021-22   | Fribourg Olympic                                         | 3 - 0                                                    | Union Neuchâtel                                          | Fribourg Olympic                 | 26-1                       |
| 2022-23   | Fribourg Olympic                                         | 3 - 1                                                    | Spinelli Massagno                                        | Spinelli Massagno                | 26-4                       |
| 2023-24   | Fribourg Olympic                                         | 3 - 1                                                    | Spinelli Massagno                                        | Fribourg Olympic                 | 26-1                       |
| 2024-25   | Lions de Genève                                          | 3 - 1                                                    | Fribourg Olympic                                         | Fribourg Olympic                 | 23-1                       |

|  | |
|  | Equipe com a vantagem de decidir as séries de Playoffs em casa em virtude de sua campanha na temporada regular |